# ミハイル・ニコラエヴィッチ・ムラヴィヨフ
伯爵ミハイル・ニコラエヴィッチ・ムラヴィヨフ (ロシア語: Михаи́л Никола́евич Муравьёв、英語: Mikhail Nikolayevich Muravyov、1845年4月19日（ユリウス暦 4月7日） サンクトペテルブルク – 1900年6月21日（ユリウス暦 6月8日）)は帝政ロシアの外務大臣。ロシアの外交政策の関心をヨーロッパから極東地域に移すことを提唱した政治家。特に、1899年にオランダのハーグで万国平和会議を開催したことで知られている。

## 生涯と略歴
ミハイル・ムラヴィヨフは、グロドノの知事であったニコラス・ムラヴィヨフ伯爵の子息であり、リトアニア地方で1863年のポーランド反乱（1月蜂起）に対する徹底的な弾圧で悪名高かったミハイル・ニコラエヴィッチ・ムラヴィヨフ＝ヴィレンスキー伯爵（1796年 - 1866年）の孫にあたる。
1845年、サンクトペテルブルクに生まれた彼はポルタヴァの中学校で教育を受け、ドイツ（当時はバーデン大公国）のハイデルベルク大学に短期間在籍し、そこで学んだ。1864年、彼はサンクトペテルブルクの外相官邸に入り、その後すぐにシュトゥットガルトの公使館に配属となり、ヴュルテンベルクのオリガ大公女（ロシア皇帝ニコライ1世と皇后アレクサンドラの次女）の注意を引きつけた。彼はベルリン、それからストックホルムへと転属となり、再びベルリンに戻った。1877年、彼はハーグの二等書記官となった。1877年から1878年にかけての露土戦争の間、彼はヴュルテンベルク王妃オリガが提供する救急用列車を担当する赤十字社の代議員であった。 
戦争後、彼は次々とパリの筆頭秘書官、ベルリンの大使館長、コペンハーゲン大使に任ぜられた。デンマーク勤務では、彼は皇帝一族とのあいだに多くの接触がもたらされ、そして、1896年のアレクセイ・ロバノフ＝ロストフスキー公爵の死去により、彼は1897年1月1日外務省支配人に任じられ、同年4月13日、ロシア皇帝ニコライ2世より外務大臣に任命された。 
ムラヴィヨフ外相時代の3年半はヨーロッパ外交にとっては危機的な時期であった。オスマン帝国支配に対するクレタ島の反乱と清国における義和団の乱につながる諸事象は、ともに不安材料であった。クレタに対するムラヴィヨフ外相の方針は揺らいでいた。ムラヴィヨフ在任中に希土戦争が起こっており、ロシアも他の列強もオスマン帝国を支援してギリシャは敗れた。しかし、ロシアはその後、クレタ島の自治確立には貢献している。中国においては、彼はドイツ帝国が膠州湾でとった行動に大きな影響を受けた。ムラヴィヨフはロシアの旅順占領を提案し、蔵相のセルゲイ・ウィッテはこれに反対したが、皇帝はムラヴィヨフ外相の意見を採用し、結局、清国に対して1898年に旅順・大連租借に関する露清条約を結ばせて旅順港と大連湾を25年間租借し、イギリスはじめ諸国に警戒心をいだかせた。彼はイギリス大使に対し、租借した港湾は他国に対して開かれたものになると語り、その後、条約内容を大幅に修正した。

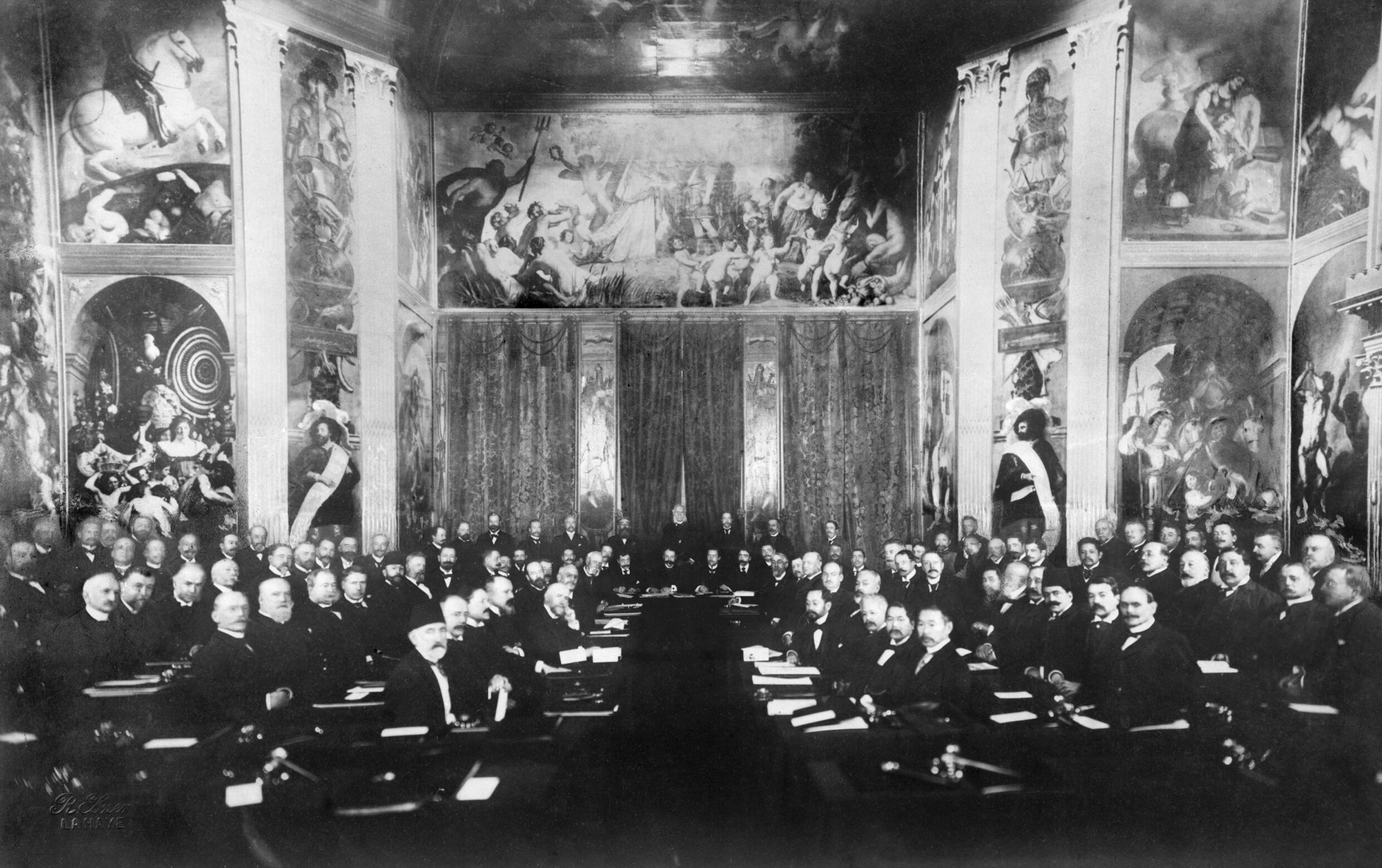
ハーグの万国平和会議
----
日本や清国も含め、26か国が参加した。

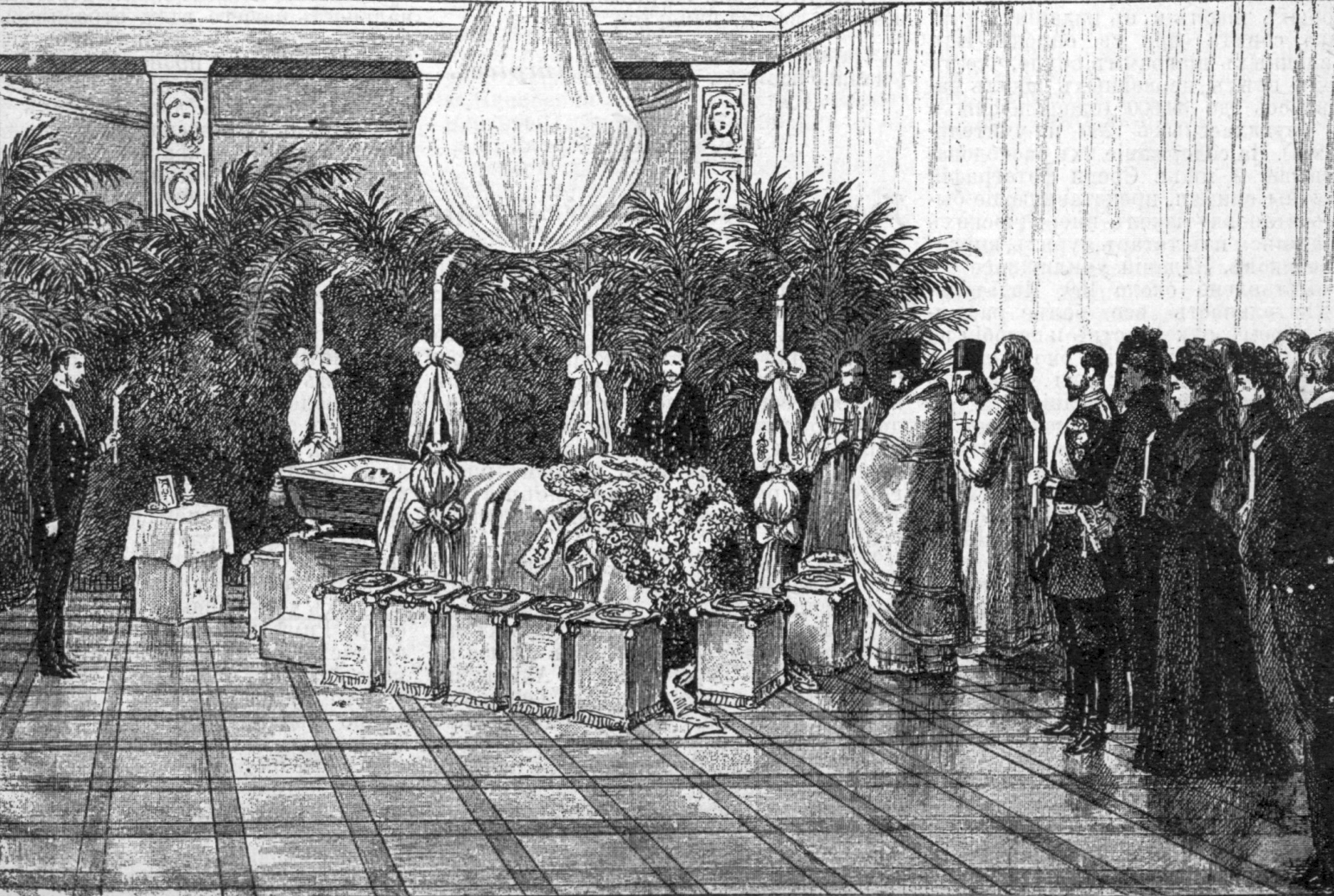
ムラヴィヨフの葬儀

1898年8月12日、ムラヴィヨフは、以下のような覚書を出している。
これを受けた皇帝ニコライ2世が主唱して1899年6月にオランダのデン・ハーグ（ハーグ）で万国平和会議が開かれた。そのとき、ムラヴィヨフ伯は、中国での好戦的な政策とは矛盾することを恥じて、遼東半島租借の件は議題から切り離した。しかし、その後、1900年の義和団の乱の前後において満州と北京におけるロシアの出先機関が混乱の極みに達していることを看過したとき、ムラヴィヨフと皇帝のあいだの関係は緊張した。ムラヴィヨフは、その混乱のただなかの1900年の6月21日に突然死した。それは、セルゲイ・ウィッテ蔵相とアレクセイ・クロパトキン陸相との対談で激しいやり取りがあり、ムラヴィヨフが「中国の危機」についてウィッテから以前の行動を非難された直後のことであった。ムラヴィヨフが亡くなったとき、左のこめかみに傷があったので、彼が自殺したという噂が流れたが、「政府の公式発表によれば、彼が遅く起きて、誤って滑り、書斎の書き物机の鋭い箇所にこめかみを打っただけであるというものだった」。彼の墓は、サンクトペテルブルクのトロイツェ・セルギイ修道院にある。 
彼は、セルビアより授けられた白鷹勲章その他、数多くの勲章が授与されている。

## 家族

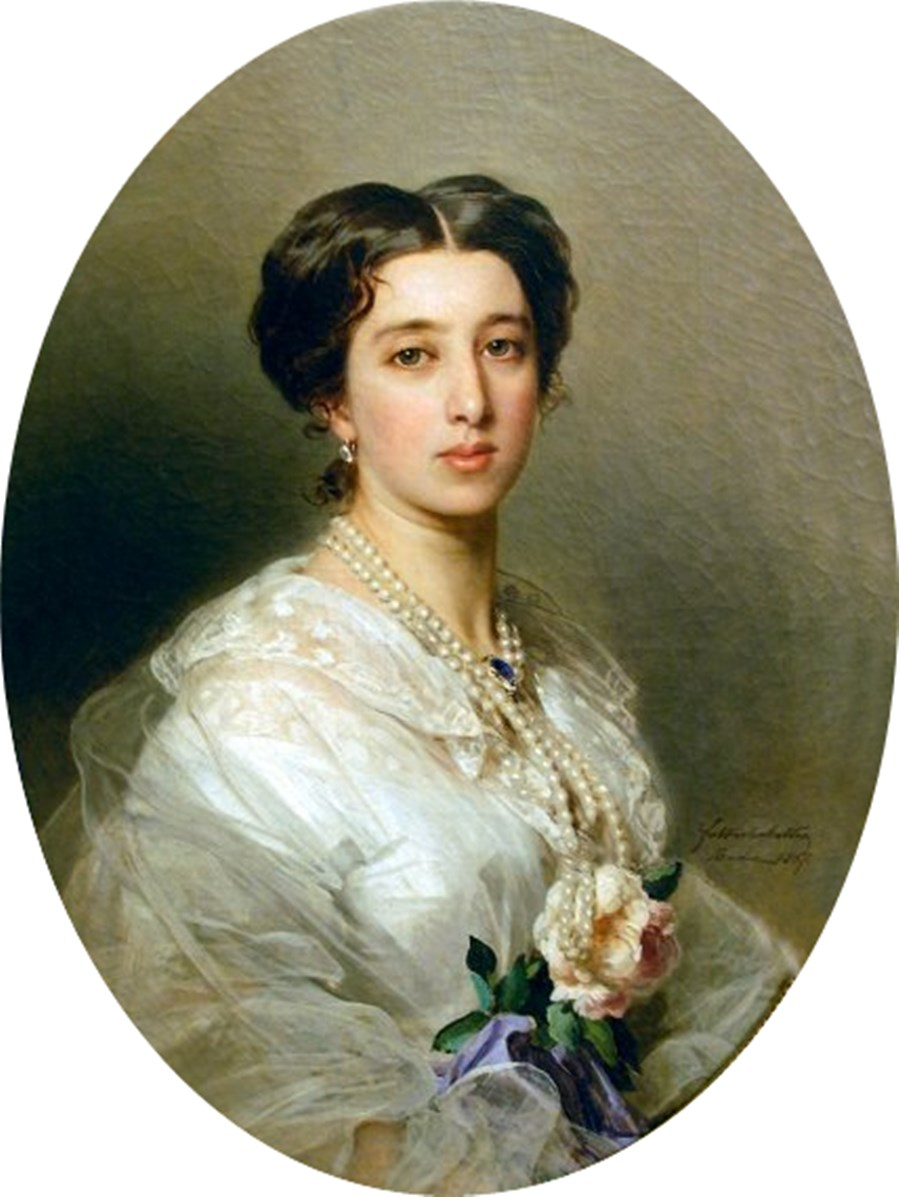
アレクサンドラ・グリエフ（アレクサンドラ・ガガーリナ）
----
フランツ・ヴィンターハルター画（1857年）

ミハイル・ムラヴィヨフは、1871年にニコライ・ドミトリエヴィッチ・グリエフ伯爵の孫娘であるソフィア・ニコラエヴナ・ガガリーナ（1847年10月6日 - 1874年1月25日）とカールスルーエで結婚している。妻のソフィアは、グリエフ伯の娘アレクサンドラとニコライ・ニコラエヴィッチ・ガガーリンの間の子であったが、1874年、ストックホルムで母胎熱のために死去した。ミハイル・ムラヴィヨフとソフィアは3年間で2人の子をなした。長女はソフィア（1872年8月21日 - 1901年9月19日）、長男はニコライ（1874年1月20日 - 1934年）である。長女は結婚後、フィレンツェで胃病により29歳で亡くなった。長男は近衛師団によって育てられ、60歳まで生きた。